# Махмуд (бей Тунісу)
Махмуд ібн Мухаммад (араб. أبو الثناء محمود باشا باي‎; нар. 10 липня 1757 — 28 березня 1824) — 7-й бей Тунісу з династії Хусейнидів у 1814—1824 роках.

## Життєпис
Син бея Мухаммада I. Народився 1757 року. 1759 року помирає його батько. Через малий вік Махмуда та його брата Ісмаїла владу отримав їх стрийко Алі II. Постійно перебував при дворі останнього, а потім стриєчного брата Хаммуди. після смерті останнього у вересні 1814 року почав готувати змову проти бея Усмана. В ніч на 20 грудня 1814 року разом з синами Хусейном і Мустафою напав на бея, якого вбив. За цим зайняв касбу Тунісу, де оголосив себе беєм.
Не відчуваючи себе певно почав відстороняти посадовців часів Хаммуда і Усмана. Спочатку наказав стратити великого візира Юсуфа Сахіба ат-Таба. Замість нього призначив свого шварга Мухаммада Арбі Заррука, що раніше був хазнадаром. Також зміцнює владу над гвардією мамелюків, яка ще більше посилює свій вплив у державі. разом з тим відновлює корпус яничарів.
У зовнішній політиці загалом дотримував політики попередників. Водночас активно сприяв піратським діям в Середземному морі. 1815 року спільного з алжирським деєм Омар-агою спровокував початок так званою Другої берберійської війни. Пірати з Ла-Гулєти захопили низку суден в морі. У відповідь Віденський конгрес прийняв постанову приборкати піратство. 1816 року англо-голландський флот під орудою адмірала Едварда Пеллью підійшов до Тунісу, який жорстко бомбардував. Бей вимушений був погодитися припинити піратство та передати Пеллью 800 італійців.
Невдоволені угодою яничари вчинили заколот проти бея Махмуда. Вони зуміли завдати поразки частини мамлюків. за цим оголосили новим беєм Ісмаїла, брата Махмуда. Але Ісмаїл відмовився від влади, закликавши заколотників здатися. Частина дослухалася, а решта захопила Ла-Гулєту, звідки частково втекла до Балкан. Іних було схоплено й страчено. 1816 року з невідомих обставин помер Ісмаїл. За цим Махмуд-бей знову надав дозвіл на здійснення піратських рейдів.
Зменшення прибутку від нападів на європейські судна призвело до збільшення податків і мит на зовнішню торгівлю та розширення державних монополій. 1818 року почалася епідемія чуми (тривала до 1820 року), що завдало чималого лиха (померло 50 тис. людей). 1819 року до Тунісу прибула франко-британська ескадра. бей вимушений був підтвердити заборону на піратство.
1820 року Туніс опинився в складній фінансовій ситуації через нестачу срібних та золотих монет, посилення інфляції. 1821 року уклав союз з алжирським деєм Гусейном-пашою. 1822 року, побоюючись надмірного посилення великого візира Мухаммада Арбі Заррука, наказав його стратити. За цим поступово передавав владу синові Аль-Хусейну, зосередившись на літературі, філософії, кулінарії. Помер 1824 року.